# 塔蘭托的路易吉
塔蘭托的路易吉（義大利語：Luigi di Taranto，1320年—1362年5月26日），塔蘭托親王菲利波一世之子，因與喬萬娜一世結婚成為那不勒斯配國王路易吉一世。

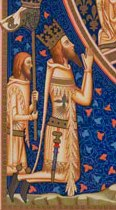

1347年，路易吉與喬萬娜一世結婚。從父系來看，喬萬娜是路易吉的堂姪女；從母系來看，兩人是表兄妹。1362年路易吉去世，喬萬娜隔年與馬約卡的海梅四世結婚。